# General Eugenio A. Garay
General Eugenio A. Garay é uma distrito do Paraguai, localizado no departamento de Guairá. Seu nome vem do General Eugenio Alexandrino Garay.

## Transporte
O município de General Eugenio A. Garay é servido pelas seguintes rodovias:
- Caminho em pavimento ligando a cidade de San Juan Nepomuceno (Departamento de Caazapá)ao município de Iturbe (Departamento de Guairá)[1][2][3]